# Рив-дю-Луар-ан-Анжу
Рив-дю-Луар-ан-Анжу (фр. Rives-du-Loir-en-Anjou) — новая коммуна на западе Франции, регион Пеи-де-ла-Луар, департамент Мен и Луара, округ Анже, кантон Анже-6. Расположена в 13 км к северо-востоку от Анже, в 6 км от автомагистрали А11. Через центр коммуны протекает река Луар.
Население (2020) — 5 642 человека.

## История
Коммуна образована 1 января 2019 года путем слияния коммун Вильвек и Сусель. Центром коммуны является Вильвек. От него к новой коммуне перешли почтовый индекс и код INSEE. На картах в качестве координат Рив-дю-Луар-ан-Анжу указываются координаты Вильвека.

## Достопримечательности
- Шато Вильвек, бывшая резиденция епископов Анже
- Шато Сусель XVI-XVIII веков
- Церковь Святого Петра
- Часовня Ла-Рош-Фульк
- Большая мельница Вильвека на реке Луар

## Экономика
Структура занятости населения:
- сельское хозяйство — 14,0 %
- промышленность — 9,7 %
- строительство — 5,8 %
- торговля, транспорт и сфера услуг — 39,9 %
- государственные и муниципальные службы — 30,7 %

Уровень безработицы (2019) — 7,8 % (Франция в целом — 12,9 %, департамент Мен и Луара— 11,9 %). 

Среднегодовой доход на 1 человека, евро (2020) — 24 090 (Франция в целом — 22 400, департамент Мен и Луара — 21 790).

## Администрация
Пост мэра Рив-дю-Луар-ан-Анжу с 2019 года занимает Эрик Годен (Éric Godin). На муниципальных выборах 2020 года возглавляемый им независимый список победил в 1-м туре, получив 65,72 % голосов.
| Период | Период | Фамилия    | Партия | Примечания                                  |
| ------ | ------ | ---------- | ------ | ------------------------------------------- |
| 2019   |        | Эрик Годен |        | государственный служащий, бывший мэр Суселя |

## Галерея

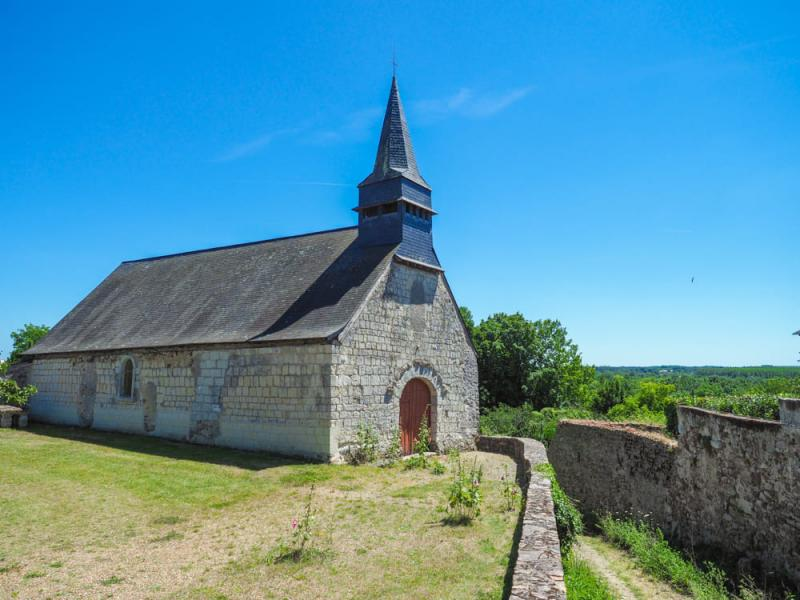
Часовня Ла-Рош-Фульк
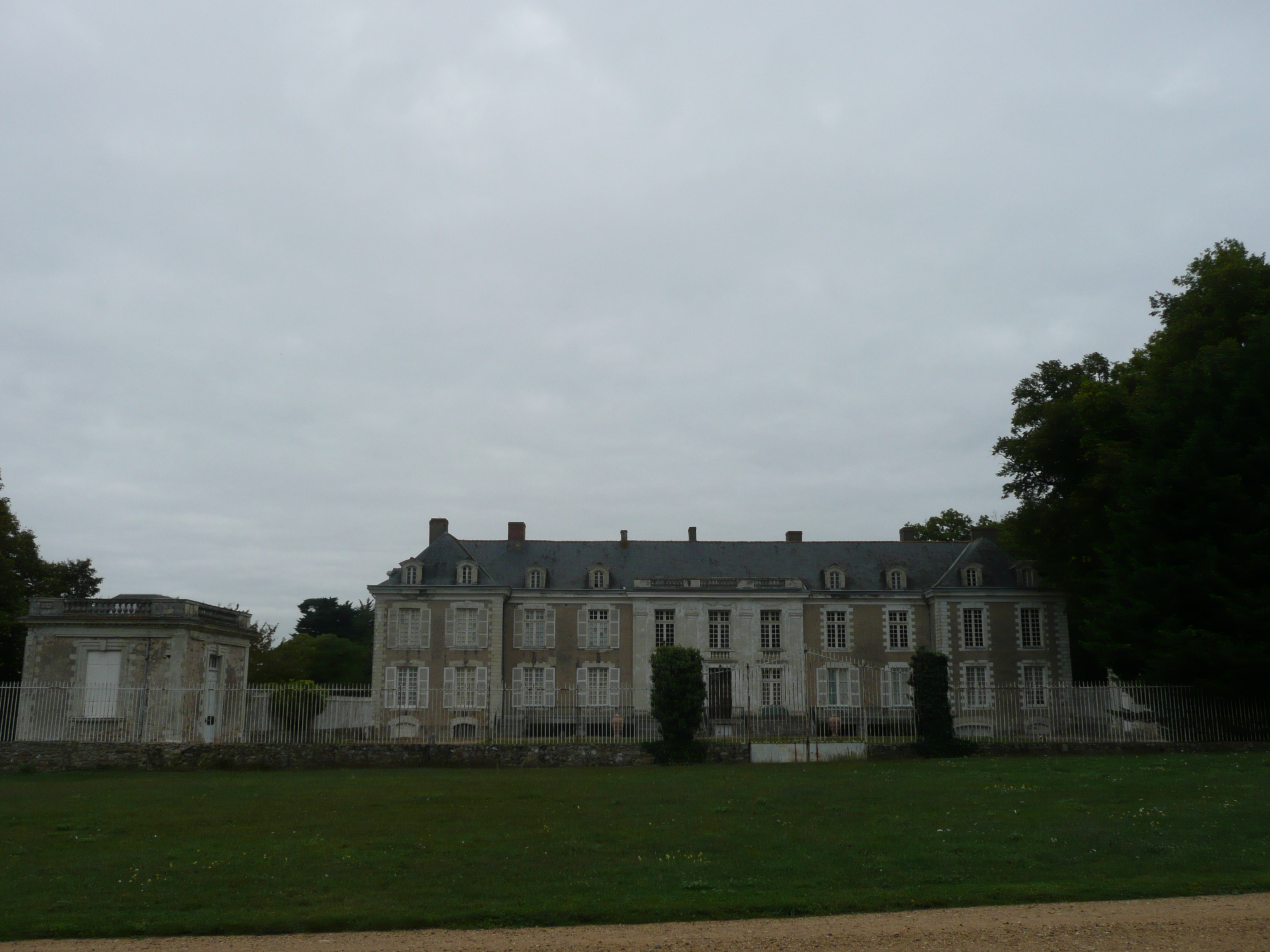
Шато Сусель
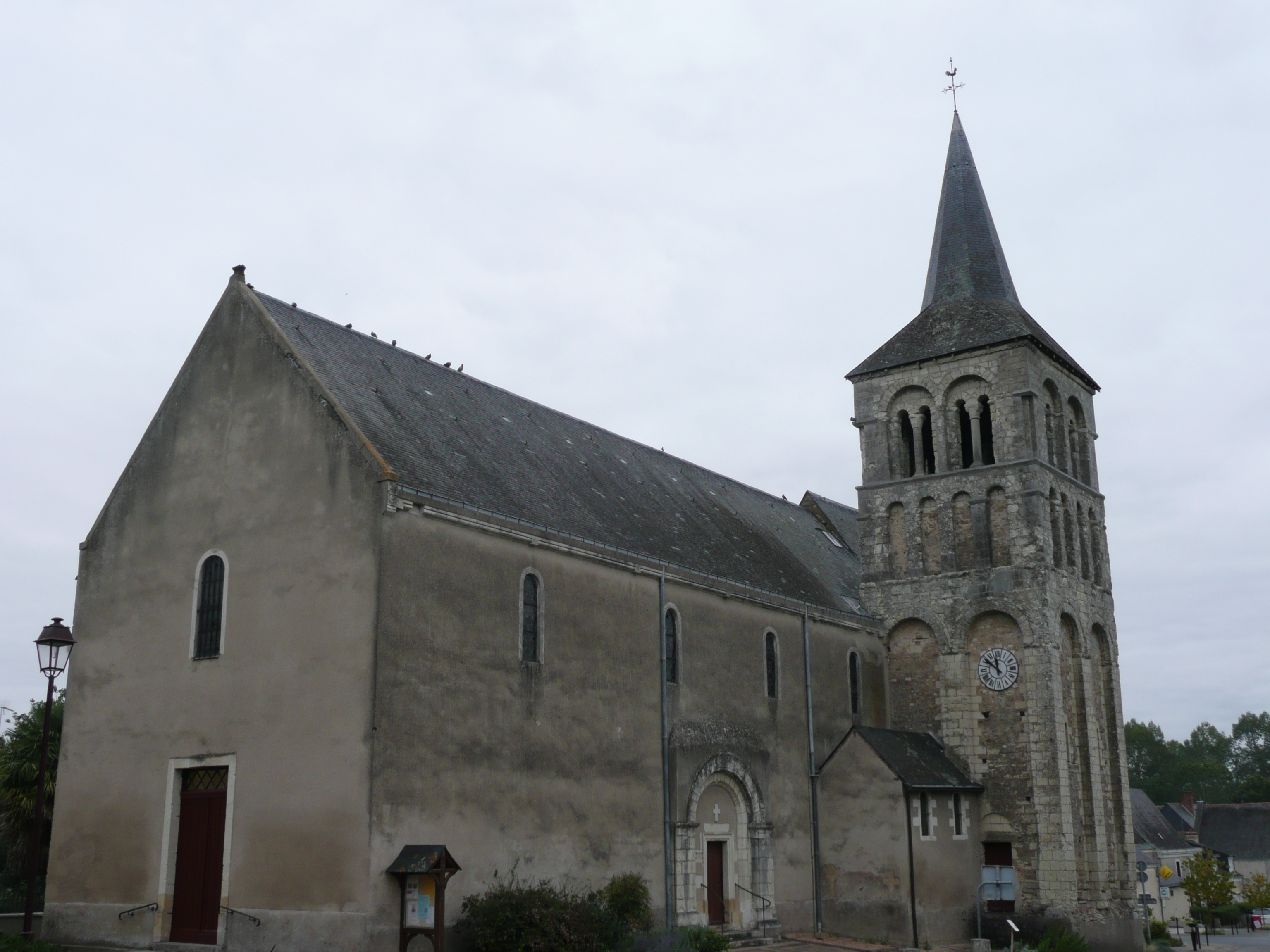
Церковь Святого Петра
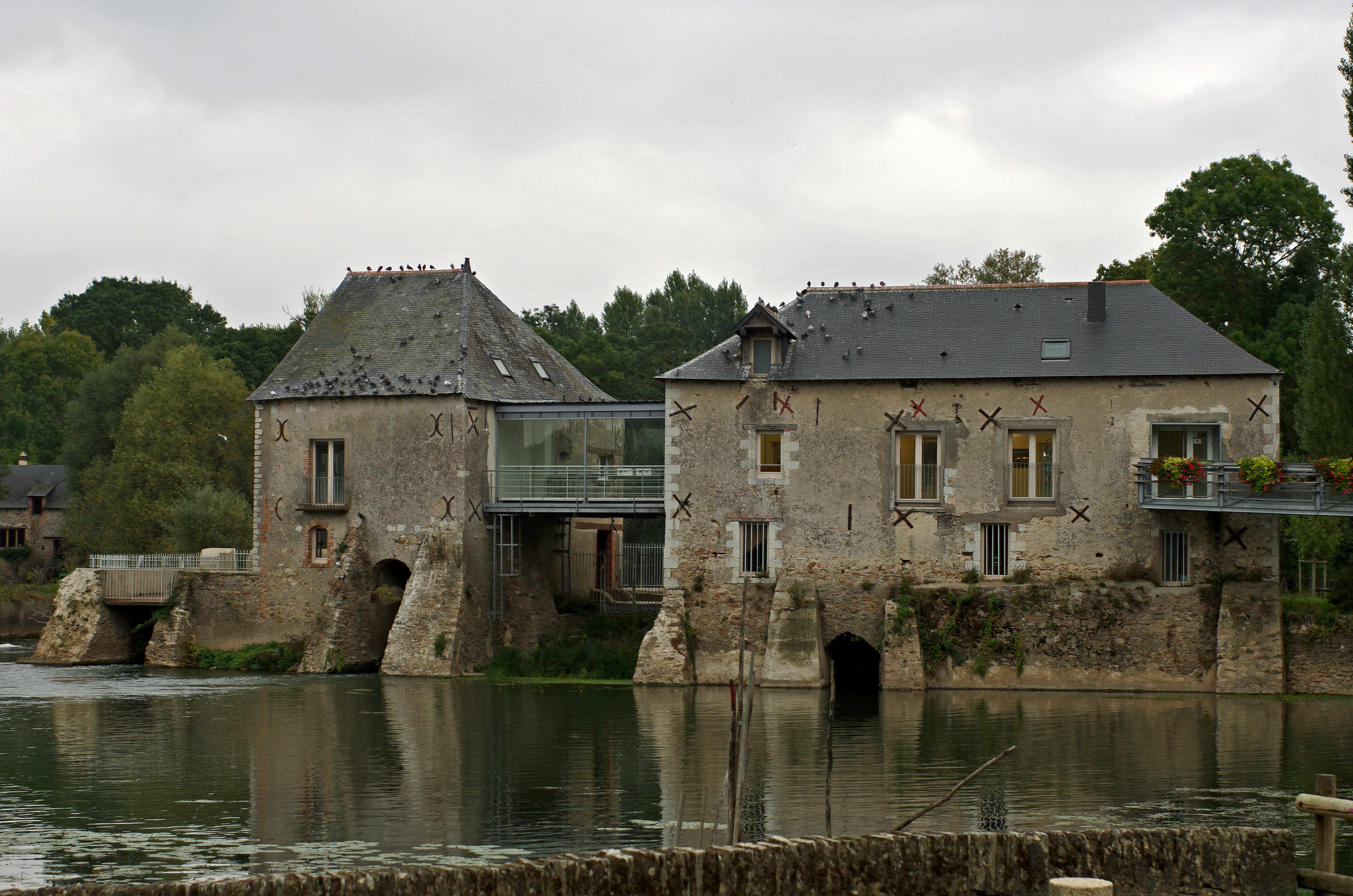
Бывшая мельница на Луаре